# Mesosemia gigantea
Mesosemia gigantea är en fjärilsart som beskrevs av Hans Ferdinand Emil Julius Stichel 1915. Mesosemia gigantea ingår i släktet Mesosemia och familjen Riodinidae. Inga underarter finns listade i Catalogue of Life.